# Il fantasma (film 1945)
Il fantasma (The Unseen) è un film del 1945 diretto da Lewis Allen. La sceneggiatura si basa sul romanzo Midnight House (conosciuto negli Stati Uniti con il titolo Her Heart in Her Throat) della scrittrice gallese Ethel Lina White.

## Trama
Una giovane ed inesperta governante viene assunta da un vedovo misterioso ed affascinante per i suoi due bambini. La bambina si dimostra da subito affettuosa e sensibile, mentre il fratello maggiore, diffidente e scostante, le crea mille difficoltà e sembra volerla indurre a rinunciare all'impiego. Il ragazzo sembra subire una forma di attrazione morbosa verso la sinistra casa adiacente, apparentemente disabitata da anni, dove si trova invece qualcuno con cui ha stabilito un patto misterioso. I due fratellini conoscono anche, inspiegabilmente, inquietanti particolari su un delitto avvenuto di recente e collegato ai segreti della casa abbandonata. L'affetto verso i bambini ed il nuovo sentimento nato nei confronti del padre spingeranno la ragazza a cercare di dipanare i cupi misteri che la circondano, raccogliendo tutto il suo coraggio.

## Reazioni
Ben lontana dalla raffinatezza del romanzo di Henry James Il giro di vite, al quale parzialmente si ispira il racconto originale, la sceneggiatura non viene valorizzata nemmeno dal tocco di Chandler. Si tratta di un lavoro privo di originalità che tuttavia, mettendo insieme i vari espedienti del genere, riesce in qualche punto ad appassionare. Il regista, e quindi il film, non è preso in considerazione da manuali di Storia del cinema a cominciare da quello basilare di Georges Sadoul del 1965. È col tempo che si riconosce al lavoro di Lewis Allen una particolare specializzazione verso «situazioni tormentate che propone senza originalità ma con perizia ed efficacia». In seguito, cambiando lo sguardo verso l'opera, alcuni critici hanno ritenuto le sue storie di fantasmi, riferendosi a The uninvited e chiosando con The unseen, come le migliori prodotte a Hollywood negli anni Quaranta.

## Distribuzione
Distribuito dalla Paramount Pictures, a New York il film venne presentato il 12 maggio 1945 e a Los Angeles, il 7 giugno. Uscì anche in Perù (nell'agosto 1945) e, nel 1946, in Portogallo (5 aprile) e in Spagna (23 settembre).